# Эта опасная дверь на балкон
«Эта опасная дверь на балкон» (латыш. «Šīs bīstamās balkona durvis»), СССР, 1976 — художественный фильм, молодёжная драма.

## Сюжет
В детстве Роланд из упрямства спрыгнул с балкона и едва не погиб. Родители, не найдя другого выхода, заколотили гвоздями эту, ставшую опасной, дверь на балкон.
На празднике, устроенном в честь дня рождения Роланда (ему исполнилось восемнадцать), демонстрировали любительский фильм. Скрытой камерой была снята девушка, пришедшая на свидание, но не дождавшаяся встречи.
Позже эту девушку привозят на автомобиле скорой помощи в больницу со сломанной ногой. Инга, медсестра травматологического отделения, узнав пострадавшую ближе, хочет выяснить, кто виноват в произошедшем.

## В ролях
- Варис Ветра — Роланд
- Петерис Гаудиньш — Нормунд
- Антра Лиедскалныня — Анита
- Виктор Лоренц — Виктор
- Лигита Скуиня — Инга
- Мирдза Мартинсоне — Эдита
- Андрис Берзиньш — Эрик
- Лигита Девица — Марга
- Анита Квала — Тереза
- Янис Маковскис — Жанис
- Эсмералда Эрмале — Марина

## Съёмочная группа
- Автор сценария: Бронислава Паршевская, Янис Стрейч
- Режиссёр-постановщик: Дзидра Ритенберга
- Оператор-постановщик: Генрих Пилипсон
- Художник-постановщик: Герберт Ликумс
- Композитор: Ромуалдс Калсонс
- Монтажёр: Эрика Мешковска

Автором сценария фильма (первоначально пьесы), была преподаватель Бронислава Паршевская, которая использовала в сюжете свой профессиональный опыт. Литературное оформление принадлежит Янису Стрейчу, известному кинорежиссёру.